# Vangueria verticillata
Vangueria verticillata är en måreväxtart som först beskrevs av Robyns, och fick sitt nu gällande namn av Henrik Lantz. Vangueria verticillata ingår i släktet Vangueria och familjen måreväxter. Inga underarter finns listade i Catalogue of Life.